# Фридрих Казимир (Ортенбург)
Фридрих Казимир фон Ортенбург (на немски: Friedrich Kasimir fon Ortenburg) е от 1627 до 1658 г. имперски граф на Ортенбург. Той е художник и архитект, умее да рисува акварели.

## Биография
Роден е на 23 януари 1591 година в замък Валдек при Кемнат, Ортенбург. Той е най-големият син на граф Хайнрих VII фон Ортенбург (1556 – 1603) и втората му съпруга Йоханета фрайин цу Винеберг/Жанета фон Виненбург-Байлщайн (* 17 септември 1565; † 2 април 1625), дъщеря на фрайхер Филип II фон Винебург-Байлщайн, бургграф на Алцай (1538 – 1600) и Юта фон Сайн-Витгенщайн († 1612).
През голямата част от детството си той живее в Господството Валдек в Горен Пфалц. На две години Фридрих Казимир е определен от граф Йоахим за негов главен наследник. Но той не получава наследството, понеже на смъртното си легло Йоахим залага графството на своята съпруга Луция фон Лимпург.
Фридрих Казимир фон Ортенбург следва в университета в Хайделберг. През 1624 и 1625 г. император Фердинанд II изгонва всички протестанти от Ланд об дер Енс. Казимир им дава азил. Около 200 от тези хора остават в имперското графство Ортенбург.
Около 1625 г. Фридрих Казимир сключва договор с Луция фон Лимпург, чрез който може отново да откупи заложеното през 1601 г. графство за 25 000 гулдена и двете крепости Алт-Ортенбург и Ной-Ортенбург. След смъртта на Луция през 1626 г. графството според нейното завещание отива на нейния роднина Йохан Йоахим фон Зинцендорф.
През 1627 г. умира братовчед му граф Георг IV фон Ортенбург в Бургхаузен. Според фамилното споразумение от 1566 г. Фридрих Казимир става шеф на рода и имперски граф на Ортенбург. На 8 февруари 1628 г. той е официално потвърден от император Фердинанд II, въпреки че Фридрих Казимир не притежава графството.
По време на неговото управление Фридрих Казимир се интересува повече от изкуство и изследвания, което му струва много. Той строи и разкрасява къщи. През 1628 г. се опитва да освободи имперското графство и двата замъка. Той не може да събере обаче исканата сума от 25 000 гулдена. Успява да откупи обаче двореца Алт-Ортенбург.
През 1637 г. той става 316-ият член на литературното общество „Fruchtbringende Gesellschaft“.
Фридрих Казимир фон Ортенбург не се жени и умира бездетен на 2 март 1658 г. в дворец Алт-Ортенбург на 67 години.

## Някои негови творби
- Акварел на Имперското графство Ортенбург ок. 1620. Вляво отпред самият Фридрих Казимир.
- Селището Хинтершлос при Ортенбург с крепостта Ной-Ортенбург.
- Акварел на селището Дорфбах при Ортенбург с малките дворци Обердорфбах и Унтердорфбах.
- Бившият дворец Нойдек при Бад Бирнбах в Бавария по акварел от ок. 1625.